# Дин Кунц
Дин Реј Кунц (енгл. Dean Ray Koontz; рођен 9. јула 1945) је амерички писац. Његови романи спадају у жанр трилера и често садрже елементе хорора, фантазије, научне фантастике, мистерије и сатире. Многе његове књиге појавиле су се на листи бестселера Њујорк тајмса, од којих је велики број заузео прво место. Кунц је користио многе псеудониме на почетку каријере, од којих су неки Дејвид Акстон, Ли Николс и Брајан Кофи. Продато је преко 450 милиона примерака његових књига.

## Биографија
Кунц је рођен у Еверету у Пенсилванији, син Флоренс (девојачко презиме Лог) и Рејмонда Кунца. На његова дела утицало је злостављање од стране оца алкохоличара, као и храброст његове мајке која се супротстављала свом мужу.

На завршној години на универзитету у Пенсилванији победио је на такмичењу у писању фикције које је спонзорисао The Atlantic magazine. Након што је дипломирао 1967. године, почео је да ради као професор енглеског језика у средњој школи у Меканиксбургу у Пенсилванији.

Током 1960-их радио је за Appalachian Poverty Program, иницијативу коју је финансирала држава, а која је била замишљена као програм за помоћ сиромашној деци. У интервјуу за "часопис Разум" 1996. године рекао је да, иако је програм звучао као веома племенит и диван, заправо је служио за одбацивање насилне деце, и већина финансија је негде нестала. Ово искуство имало је велики утицај на Кунцове политичке ставове. У својој књизи The Dean Koontz Companion, присећа се да је: "схватио да већина ових програма није ни створена да би некоме помогла, већ само да би контролисала људе и учинила да зависе од некога. Био сам приморан да преиспитам све у шта сам некада веровао. Развио сам дубоку неповерљивост према влади, без обзира на филозофију људи на власти. Остао сам либерал што се тиче питања у вези са грађанским правима, а полулибертаријанац у свим осталим погледима."

## Каријера
У слободно време написао је свој први роман, Star Quest, који је објављен 1968. године. Схвативши католицизам као контраст свог хаотичног породичног живота, Кунц је прешао у ову веру током студија јер му је она дала одговоре у вези са животом. Дивио се њеној "интелектуалној строгоћи" и њеном погледу на живот при ком се у свему може пронаћи мистерија и чудо.
Током 1970-их Кунц је почео писати дела која спадају у жанр хорора, и под својим правим именом и под псеудонимом, понекад објавивши и до 8 књига годишње. Рекао је да је почео да користи псеудониме након што га је неколицина аутора уверила да аутори који се често крећу између различитих жанрова губе публику коју већ имају, а у исто време не стичу нову. Познати псеудоними укључују имена Диана Двајер, К. Р. Двајер, Арон Вулф, Дејвид Акстон, Брајан Кофи, Џон Хил, Ли Николс, Овен Вест, Ричард Пејџ и Ентони Норт.

Многе Кунцове књиге објављене под псеудонимом сада су доступне потписане његовим правим именом, док је за неке забранио да се поново објављују. Од таквих објављене су само 3: Demon Seed и Invasion, које су у великој мери преправљене, и Prison of Ice чији су одређени делови цензурисани да би били пригодни за децу. 

Након што се интензивно бавио писањем преко 10 година, Кунц се пробио романом Whispers који је објављен 1980. године. Два претходна романа, The Key to Midnight и The Funhouse такође су продате у преко милион копија, али су написане под псеудонимом. Његов први бестселер био је Demon Seed, продат у преко 2 милиона примерака након што је изашао филм под истим именом. 

Његов први бестселер који му је коначно омогућио финансијску стабилност био је његов роман Strangers. Након тога, 25 његових књига добиле су прво место на листи бестселера Њујорк тајмса. 

Психолог Кетрин Рамсланд је 1997. године објавила опширну Кунцову биографију, базирану на разговорима са њим и његовом породицом. Ова психобиографија (како ју је ауторка назвала) показивала је да су ликови и заплети у Кунцовим књигама често засновани на онима у његовом животу.
Радња многих његових романа одвија се у Округу Оринџ у Калифорнији, где је од 2006. године живео са својом супругом Гердом. 

## Инспирација
Један од Кунцових псеудонима инспирисан је његовим златним ретривером, Трикси Кунц. Дин ју је добио од Canine Companions for Independence, непрофитне организације која дресира псе за помоћ људима са инвалидитетом, због његових донација које су укупно износиле 2,5 милиона долара, између 1991. и 2004. године. Дошао је у контакт са овом организацијом при истраживању за свој роман Midnight у ком се појављивао тако дресиран пас.

Кунц је написао један роман под Триксиним именом: Life Is Good: Lessons in Joyful Living, 2004. године, и посветио јој још један следеће године: Christmas Is Good. Оба ова романа написана су на основу виђења радости живота из угла пса. Хонорари оба ова романа донирани су Canine Companions for Independence организацији. У августу 2009. године Кунц је објавио роман A Big Little Life, мемоаре у којима описује свој живот са Трикси.

## Спорно ауторство
Постоје бројна писма, чланци и романи које је наводно Дин Кунц написао током 1960-их и 1970-их, али он то негира. Овде спада и 30 еротских романа које су наводно написали Дин и његова супруга Герда, од којих су неки Thirteen and Ready!, Swappers Convention и Hung.

У How to Write Best Selling Fiction, Кунц је написао да је током првих 6 година своје списатељске каријере написао много ефемерних дела, и да је писао било шта што би донело некакву зараду. Наводи да је, попут многих писаца, и он писао дела са порнографским садржајем и да се такође опробао и у неколицини других жанрова, али да ниједан од њих није захтевао да им се он посвети у потпуности.

Кунц наводи да је користио 10 псеудонима који су познати јавности и да не постоје тајни псеудоними. Између 1969. и раних 1970-их, особа са којом је Кунц раније остварио пословну сарадњу (а чије име није познато) је под његовим именом слала писма и чланке фанзиновима. Кунц је за ово сазнао тек 1991. путем писменог признања од самог починиоца и рекао је да ће име те особе открити у својим мемоарима.